# Вільхівець (зоологічна пам'ятка природи)
Вільхіве́ць — зоологічна пам'ятка природи місцевого значення в Україні. Об'єкт природно-заповідного фонду Івано-Франківської області. 
Розташована в межах Надвірнянського району Івано-Франківської області, неподалік від смт Делятин. 
Площа 0,01 га. Статус присвоєно згідно з рішенням обласної ради обласної ради від 15.07.1993 року; перезатверджено 30.10.2008 року. Перебуває у віданні ДП «Делятинський лісгосп» (Білоославське л-во, кв. 1, вид. 13). 
Статус присвоєно для збереження велетенського мурашника рудих лісових мурашок.